# شركة الخليج للتدريب والتعليم
شركة الخليج للتدريب والتعليم هي شركة مساهمة سعودية، تأسست في الرابع والعشرين من نوفمبر عام 1992 , برأس المال مئة وخمسون مليون ريال سعودي، ومن أهم المساهمين بها رئيس مجلس الإدارة وأحد المؤسسين عبد العزيز بن حماد بن ناصر البليهد أحد منسوبي مؤسسة النقد العربي السعودي وكان أحد منسوبي جامعة الملك فهد للبترول والمعادن. ويتمثل نشاط شركة الخليج للتدريب والتعليم في تقديم دورات تدريبية في مجال اللغة الإنجليزية وعلوم الحاسب الآلي، وتقنية المعلومات وعلوم الإدارة.
شركات تابعة لشركة الخليج للتدريب والتعليم:
- سيكيوريتي سيرتيفايد بروجرام .
- الشركة التطبيقية لخدمات الوسائل الرقمية .
- أكاديمية أون لاين للتداول .
- شركة مجموعة الأرض السريعة .
- شركة أي ارتس الاستشارية .
- شركة الخليج للتدريب وتقنية المعلومات .
- شركة فرانكلين كوفي ميدل إيست .